# Вторая франко-вьетнамская война
Вторая франко-вьетнамская война, также известна как Тонкинская экспедиция (фр. Expédition du Tonkin) — колониальная кампания, предпринятая французскими войсками в период с июля 1881 по июль 1884 года, целью которой был захват Тонкина (северной части современного Вьетнама) и закрепления за ней французского протектората. 
Противниками французов на разных этапах кампании были вьетнамские войска Хоанг Ке Виема, Армия чёрного флага под руководством Лю Юнфу и китайские войска из провинций Гуанси и Юньнань. 
После провала первого завоевания Вьетнама в 1873 году французское правительство продолжало вынашивать идею полного подчинения страны. Новым поводом для действий французского флота и армии стал так называемый разбой «чёрных флагов» в долине Красной реки, мешавший французским коммерсантам торговать в стране.

## Апрель 1882 — август 1883 гг.
Операции возобновились в июле 1881 года при правительстве Ферри, которое получило 2,5 миллиона франков на операцию по борьбе с разбоем в долине Красной реки. Как и в 1873 году, руководивший миссией офицер капитан 1-го ранга Анри Ривьер превысил поставленную задачу и 25 апреля 1882 года во главе 500 человек морской пехоты взял цитадель Ханоя. Хотя он быстро приказал её эвакуировать и извинился за этот инцидент, но в то же время он запросил подкрепление из Франции, поскольку при поддержке государства, как он считал, что у него есть хорошая возможность установить французский протекторат над Тонкином. 
Возвращение правительства Жюля Ферри в феврале 1883 года возобновило колониальные операции в регионе, увеличив экспедиционный корпус до четырех тысяч, а затем до девяти тысяч человек. Когда прибыло ожидаемое подкрепление, Ривьер начал подготовку к захвату города Намдинь и оттуда к установлению линии снабжения к морю. План увенчался успехом благодаря победе французов в битве при Намдине 27 марта 1883 года. Вьетнамская армия под командованием Хоанг Ке Виема попыталась захватить французские позиции возле города. Однако французы смогли отразить атаку в битве при Джиа-Кук 27 и 28 марта и нанесли противнику тяжелые потери.
В битве у Бумажного моста 19 мая 1883 года силы Ривьера столкнулись с численно превосходившими их войсками «чёрных флагов» под командованием Лю Юнфу, и Ривьер был убит. До конца июня французы укреплялись в своих гарнизонах и без особого труда отразили небольшие атаки вьетнамцев против постов в Ханое и Намдине.
Прибытие подкреплений из Франции и Новой Каледонии, а также набор кохинхинских и тонкинских вспомогательных войск позволили новому французскому командующему бригадному генералу Буэ перейти в наступление с середины июля. 19 июля французский гарнизон в Намдине атаковал и вытеснил расквартированные вокруг города войска Хоанг Ке Виема, что ослабило давление противника с находящиеся там французские позиции.
Прибытие адмирала Амеде-Анатоля Курбе со значительными подкреплениями в залив Халонг в июле 1883 года еще больше укрепило позиции Франции в Тонкине. Французы знали, что им нужно прийти к соглашению с вьетнамским двором в Хюэ, прежде чем они смогут полностью уничтожить «чёрные флаги» Лю Юнфу. Целью-минимум здесь было установление французского протектората над Тонкином, чего в случае необходимости следовало достичь путем принуждения. Поскольку вьетнамский двор продолжал поддерживать «чёрные флаги», а вьетнамский принц Хоанг и его армия были настроены враждебно по отношению к французам, 18 августа эскадра адмирала Курбе начала обстрел фортов вокруг Хюэ, а затем 20 августа морская пехота атаковала и взяла их. Не имея возможности собрать достаточно войск для защиты города, вьетнамцы потребовали переговоров и прекращения огня. 
25 августа недавно назначенный гражданский генеральный комиссар Тонкина Франсуа-Жюль Арман продиктовал Хюэский договор вьетнамским переговорщикам и заставил их подписать его. По этому договору вьетнамский двор признал французскую оккупацию Кохинхины и французский протекторат над Аннамом и Тонкином и обязался вывести все свои войска из Тонкина. Взамен вьетнамская императорская семья сохранила свой трон и могла продолжать править формально, но только после консультаций с Францией. С этой целью было решено послать в Хюэ французского резидента, подчинявшегося генерал-комиссару Тонкина, выполнявшему функции советника императора. Наконец, французы гарантировали, помимо свободной торговли на Красной реке, изгнание «чёрных флагов», которые якобы хотели уничтожить Вьетнам и присоединить его к Китаю, чтобы обеспечить внутреннюю целостность Вьетнама и имперское правление.

## Сентябрь 1883 — июль 1884 гг.
Тем временем генерал Буэ начал наступление на «чёрные флаги» Лю Юнфу. 15 августа и 1 сентября он атаковал их оборонительные позиции на реке Дай, но не смог добиться решительного прорыва в битве при Фухоай и битве при Палане. В это же время французы заняли цитадель в Хайзыонге и создали пост для обеспечения безопасности коммуникаций на водном пути между Хайфоном и Ханоем. В ноябре 1883 года французы оккупировали города Ниньбинь, Хынгйен и Куангйен, чтобы еще больше укрепить свои позиции в дельте Красной реки. 
Французское правительство опасалось, что нападение на Шонтэй, где укрепились отступившие «чёрные флаги», может привести к необъявленной войне с Китаем, но считало, что быстрое продвижение и победа с большей вероятностью заставят китайцев принять неизбежное и отступить. Когда 10 декабря политические переговоры по поводу вывода китайских войск из Тонкина были объявлены провалившимися, адмиралу Курбе, который принял на себя командование Тонкинским экспедиционным корпусом вместо генерала Буэ, было разрешено завоевать Шонтэй.
Исчерпав, по его мнению, последние дипломатические возможности убедить китайские войска мирно уйти из Тонкина, французское правительство разрешило новому главнокомандующему генералу Мийо продолжить завоевание страны. Мийо организовал свои силы (10 000 человек в 1884 г.) в две бригады; первая под командованием генерала Бриера де л’Иля, другая — под командованием генерала де Негрие. В результате двух кампаний были завоеваны Бакнинь и Хунг Хоа (в марте-апреле) и Тхай Нгуен и Туен Куанга (в мае-июне). 
11 мая 1884 года, в тот же день, когда французские войска захватили Тхай Нгуен, китайские и французские переговорщики Ли Хунчжан и Франсуа-Эрнест Фурнье заключили Тяньцзиньское соглашение. Это соглашение предусматривало немедленный вывод всех китайских войск из Тонкина и признание Китаем всех пунктов Хуэского договора. Фактически это означало признание Китаем французского протектората над Тонкином.
Однако по мере продвижения французские войска 23 июня столкнулись с китайскими войсками возле Бак-Ле, которые отказались покинуть свои позиции. 
12 июля 1884 года премьер-министр Франции Жюль Ферри предъявил правительству Китая ультиматум, в котором потребовал вывести из Вьетнама все китайские войска и уплатить контрибуцию в 250 млн франков. При невыполнении этих условий к 1 августа 1884 года Франция грозилась занять угольные шахты у Цзилуна на Формозе (Тайване) и уничтожить верфи близ Фучжоу. Китай соглашался на вывод своих войск из Вьетнама, но отказался платить контрибуцию. Китайцы были готовы только выплатить 3,5 млн франков компенсации семьям погибших у Бак-Ле. После истечения срока ультиматума Ферри отдал приказ о начале военных действий против Китая — началась Франко-китайская война.